# Maigret et l'Affaire Nahour
Maigret et l'affaire Nahour est un roman policier de Georges Simenon publié en décembre 1966. Il fait partie de la série des Maigret. L'écriture de ce roman s'est déroulée du 2 au 8 février 1966 ; le roman est daté d'Épalinges (canton de Vaud), Suisse.
Le récit se déroule à Paris (principalement avenue du Parc-Montsouris (rebaptisée avenue René-Coty en 1964), boulevard Voltaire, rue de Rivoli, boulevard du Montparnasse), ainsi qu'à Amsterdam. Il est fait référence au Liban, à Genève et à Mougins. L'action a lieu dans les années 1960 ; l’enquête se déroule du samedi 15 au lundi 17 janvier ; le procès a lieu un an plus tard. 
Maigret évolue habituellement dans un monde constitué de « petites gens », des gens simples qui répondent franchement. Dans cette affaire, il est confronté à des personnes de la haute bourgeoisie, avec des raisonnements et des secrets qu'il a du mal à comprendre. Ce monde étranger au sien va lui poser des difficultés d'analyse, sans compter le fait que tous les suspects sont d'origine étrangère, avec la barrière de la langue ou de la culture. Tout au long du roman, qui se déroule sur quelques jours en janvier, l’atmosphère est à la fois étouffante et froide. Paris est couverte de neige, il fait une température glaciale, les déplacements sont difficiles. Cela contraste avec l'ambiance surchauffée des bars et appartements cossus où Maigret enquête.

## Personnages principaux
- La victime
  - Félix Nahour : Libanais, 42 ans. Sans profession connue, il est en fait joueur professionnel, multipliant les gains grâce à des analyses statistiques dans les casinos et cercles de jeux. Marié à Lina, ils ont une fille de 5 ans et un fils de 2 ans qui ne vivent pas avec eux.

- L'enquêteur et son ami
  - Maigret : chef de la brigade criminelle au sein de la police judiciaire.
  - Docteur Pardon : ami de Maigret, c'est lui qui lance l'affaire en appelant Maigret après le soin d'urgence donné à Lina.

- Les suspects
  - Evelina Nahour (dite « Lina »), née Wiemers : 27 ans, Hollandaise, épouse de Félix Nahour, elle est une ancienne reine de beauté.
  - Vicente Alvaredo : étudiant colombien de 26 ans, fils aîné d'une riche famille de Bogota.
  - Fouad Ouéni : Libanais de 51 ans. Secrétaire et factotum de Félix Nahour, il l'aide dans ses calculs statistiques et aux tables de jeux. Discret, taiseux, il est la doublure de Nahour.
  - Nelly Velthuis : 24 ans, Hollandaise, femme de chambre de Lina.
  - Anna Keegel : Hollandaise, elle habite à Amsterdam et est la meilleure et unique amie de Lina. Plus jeunes, elles avaient habité ensemble. Elles se revoient fréquemment à Amsterdam ; Anna épaule beaucoup Lina.
  - Pierre Nahour : Libanais, frère de Félix Nahour, banquier à Genève, 47 ans.
  - Maurice Nahour : Libanais, père de Félix et de Pierre, banquier à Beyrouth, 75 ans.

## Résumé
- Mise en place de l'intrigue

En pleine nuit, le docteur Pardon appelle son ami Maigret qui vient de dîner chez lui quelques heures auparavant : un inconnu vient de lui amener une jeune femme légèrement blessée par une balle et lui a demandé de la soigner. Le médecin a extrait la balle, mais pendant qu'il rangeait ses affaires après le nettoyage de la plaie, le couple est parti en catimini. Maigret les recherche et retrouve leur voiture à l'aéroport d'Orly : ils ont pris l'avion pour Amsterdam. 
Au matin, on appelle Maigret pour un meurtre commis dans le XIVe arrondissement. Un Libanais, dénommé Félix Nahour, joueur professionnel, est découvert assassiné dans son hôtel particulier situé près du Parc Montsouris. Maigret découvre que l'épouse de Nahour, Lina, d'origine hollandaise, est la femme soignée par Pardon ; l'homme qui l'accompagnait est Alvaredo, son amant. Le commissaire interroge les proches des Nahour : Fouad Ouéni, son secrétaire et homme à tout faire. Il déclare qu'il était absent au moment du drame ; quant à la femme de chambre, Nelly Velthuis, elle n'a rien entendu.
- L'enquête

Maigret, en relation téléphonique avec la police d'Amsterdam fait revenir Lina,  pour l'ouverture du testament de son mari.  Elle est accompagnée d'Alvaredo. Ils donnent tous deux leur version des faits : Lina voulait épouser Alvaredo et a demandé le divorce à son mari ; celui-ci n'a rien voulu entendre et a tiré sur elle ; Fouad Ouéni assistait à la scène, tandis qu'Alvaredo attendait dans son Alfa Romeo. 
Maigret a l'impression qu'il n'a pas « entendu une seule vérité » depuis qu'il s'occupe de l'affaire. Il interroge à nouveau Fouad Ouéni qui maintient sa version et fait porter les soupçons sur Alvaredo. Nullement convaincu, le commissaire procède à d'autres interrogatoires, vérifie les témoignages et s'intéresse particulièrement à la vie privée des Nahour et de leur entourage. Après s'être bien imprégné de l'atmosphère, il entrevoit la vérité et convoque tout son monde au quai des Orfèvres.
- Dénouement et révélations finales

Voyant que Maigret sait pratiquement tout, Lina dit enfin la vérité : Fouad Ouéni a été son amant avant qu'elle ne rencontre Alvaredo ; elle a cessé toute relation avec lui lorsqu'elle s'est rendu compte qu'elle était vraiment amoureuse du Colombien, mais Fouad l'aimait encore. La nuit du drame, alors qu'Alvaredo et Fouad étaient présents, ce dernier a tiré sur Nahour qui la menaçait de son arme. Nahour a tiré à peu près en même temps et a blessé sa femme ; Alvaredo a conduit Lina chez le docteur Pardon  dont la cuisinière lui avait donné l'adresse. Elle a fait croire à son amant que Fouad a agi par vengeance personnelle. Si elle a d'abord menti, c'est pour cacher à Alvaredo, très jaloux, que Fouad avait été son amant.
Pour Fouad Ouéni, le meurtre était aussi une façon de se venger d'une vie humiliante passée au service et dans l'ombre de Nahour. 
Le procès n'eut lieu que l'année suivante. Maigret dépose à la barre et, à la demande du Président, révèle les relations intimes passées entre Lina et Fouad Ouéni ce qui permit les circonstances atténuantes à ce dernier qui s'en tirera avec dix ans de détention tandis que Lina et Alvaredo sont acquittés. Plus tard, comme Pardon évoque cette affaire lors de leur dîner mensuel, Maigret conclut, un brin désabusé : « au fond, Ouéni a gagné... » : les révélations au procès ont sali son ancienne maîtresse aux yeux de sa future belle-famille sud-américaine — catholique et conservatrice — et, de ce fait, aura peut-être réussi à empêcher le mariage de Lina avec Alvaredo.

## Éditions
- Prépublication en feuilleton dans le quotidien Le Figaro, n° 6917-6943 du 22 novembre au 23 décembre 1966
- Édition originale : Presses de la Cité, décembre 1966
- Livre de Poche, n° 14220, 1999  (ISBN 978-2-253-14220-1)
- Tout Simenon, tome 13, Omnibus, 2003  (ISBN 978-2-258-03303-0)
- Tout Maigret, tome 8, Omnibus,  2019  (ISBN 978-2-258-15049-2)

## Adaptations

### À la télévision
- Maigret et l'Affaire Nahour, téléfilm de René Lucot avec Jean Richard dans le rôle-titre. Première diffusion : Antenne 2, le 2 décembre 1978.

### En bande dessinée
- Maigret et l'Affaire Nahour, dessins de Rumeu, scénario et adaptation de Camille Dulac, éditions Nuit et jour, 1982

## Source bibliographique
- Maurice Piron, Michel Lemoine, L'Univers de Simenon, guide des romans et nouvelles (1931-1972) de Georges Simenon, Presses de la Cité, 1983, p. 384-385  (ISBN 978-2-258-01152-6)